# 古堂山
古堂山（こどうやま）は、徳島県那賀郡那賀町にある山である。標高774m。

## 地理
旧木頭村にあり、那賀川を挟み、大森山の東約2km、同じく那賀川を挟んで天貝山の南約2kmに位置。
高低100mで2kmに及ぶ高原が広がる。西から古堂山、標高773mの無名峰、源蔵ノ窪の3つのピークが並ぶ。